# Pyrèthre
Taxons concernés
Dans la famille des Asteraceae :
- dans le genre Tanacetum
  - Tanacetum cinerariifolium (pyrèthre de Dalmatie)
  - Tanacetum parthenium (pyrèthre doré ou pyrèthre mousse)
  - Tanacetum coccineum (pyrèthre rose)
- dans le genre Anacyclus
  - Anacyclus pyrethrum (pyrèthre d'Afrique)modifier

Pyrèthre est un nom ambigu qui désigne en français plusieurs espèces de plantes de la famille des Asteraceae aux inflorescences radiées, appartenant aux genres Tanacetum et Anacyclus :
- Dans le genre Tanacetum :
  - Pyrèthre de Dalmatie (Tanacetum  cinerariifolium)[1], acception la plus courante,
  - Pyrèthre doré ou pyrèthre mousse, aussi appelé grande camomille, (Tanacetum parthenium),
  - Pyrèthre rose (Tanacetum coccineum) ;
- Dans le genre Anacyclus :
  - Pyrèthre d'Afrique (Anacyclus pyrethrum),

Par métonymie, le terme pyrèthre désigne la pyréthrine, insecticide naturel extrait du Pyrèthre de Dalmatie.